# Артез д'Армањак
Артез д'Армањак (фр. Arthez-d'Armagnac) насеље је и општина у југозападној Француској у региону Аквитанија, у департману Ланд која припада префектури Мон де Марсан.
По подацима из 2011. године у општини је живело 119 становника, а густина насељености је износила 10,65 становника/km². Општина се простире на површини од 11,17 km². Налази се на средњој надморској висини од 94 метара (максималној 114 m, а минималној 52 m).

## Демографија
| 1962. | 1968. | 1975. | 1982. | 1990. | 1999. | 2011. |
| ----- | ----- | ----- | ----- | ----- | ----- | ----- |
| 169   | 205   | 179   | 142   | 93    | 102   | 119   |

График промене броја становника у току последњих година